# Edward Robert Luxmoore Peake
Edward Robert Luxmoore Peake, britanski general, * 1894, † 1964.